# اویکو مسیف
اویکو مسیف (Iveco Massif) خودرویی است که از سال ۲۰۰۷–۲۰۱۱ در لینارس و  اسپانیا تولید شده‌است.
این خودرو در کلاس خودروی بیابانگرد قرار گرفته، طراحی آن موتور جلو، توزیع نیروی پیشران، خودرو چهار چرخ محرک بوده طول آن در حالت طبیعی ۴٬۲۲۸ میلیمتر (۱۶۶٫۵ اینچ) و  عرض آن در حالت طبیعی ۱٬۷۵۰ میلیمتر (۶۸٫۹ اینچ) و  ارتفاع آن در حالت طبیعی ۲٬۰۵۰ میلیمتر (۸۰٫۷ اینچ)  است. سیستم جعبه‌دندهٔ آن ۶ دنده به صورت دستی است.